# Forte Santa Viola
Il forte Santa Viola è una struttura militare costruita tra il 1904 e il 1913 dal genio militare a quota 830 m.s.l., sul monte omonimo presso Azzago, frazione del comune di Grezzana di Verona, nei pressi di Santa Viola. All'interno del parco naturale regionale della Lessinia.

## Struttura
Il forte è di tipo corazzato e presenta delle caratteristiche specifiche come il terrapieno e l'utilizzo del calcestruzzo. Dotato di un osservatore telescopico e di quattro pozzi coperti da cupole corazzate, si sviluppa su tre piani. Il fronte del forte risulta interrato, la facciata posteriore, detta fronte di gola e rivolta a sud, è scoperta e provvista di feritoie.
All'interno il complesso era dotato di un sistema di ventilazione, di generatori di energia elettrica e di montacarichi per l'innalzamento ai piani delle munizioni.

### Armamento
Il forte era armato con:
- 4 cannoni 149A in cupola corazzata
- 4 cannoni 87B[1]

## Sistema difensivo dei Lessini
Il forte era  inserito nel sistema difensivo dei Lessini con altri quattro forti posti a 20 km l'uno dall'altro e collegati visivamente, che insieme formano una sorta di arco difensivo che va da nord-ovest verso sud-est: in ordine forte Masua, forte Monte Tesoro, forte Santa Viola, forte Castelletto e forte San Briccio. Tale rete di fortificazioni era stata realizzata allo scopo di difendere la città da attacchi provenienti da nord, ma non svolse mai funzione offensiva.

## Stato di conservazione
Il forte Santa Viola, non impiegato per fini bellici, è stato disarmato e trasformato in magazzino. Acquistato nel 1958 dal comune di Grezzana, è caduto in disuso, danneggiato dalle infiltrazioni d'acqua, dall'azione di vandali e dall'invasione della vegetazione spontanea.
Nel 2002 gli architetti Fiorenzo Meneghelli e Massimiliano Valdinoci hanno iniziato uno studio per il recupero del forte. I lavori di ristrutturazione, suddivisi in tre stralci,  sono iniziati nel 2005, nell'ambito di un progetto europeo sostenuto dalla comunità montana della Lessinia. Il terzo stralcio, che prevede l'allacciamento ai servizi e la bonifica dell'area circostante, non è ancora stato realizzato.

## Eventi e manifestazioni
In agosto si celebra la  festa di santa Viola, nei pressi della pineta che circonda il forte.